# Spaltschwingentaube
Die Spaltschwingentaube (Drepanoptila holosericea), auch Grüne Spaltschwingentaube oder Spaltschwingen-Fruchttaube genannt, ist eine Art der Taubenvögel. Sie kommt ausschließlich in Neukaledonien auf der Hauptinsel Grande Terre und der Île des Pins vor. Sie ist die einzige Vertreterin ihrer Gattung.

## Erscheinungsbild
Die Körpergröße der Spaltschwingentaube entspricht der einer kleinen Stadttaube. Die Flügel sind im Verhältnis zur Körpergröße kurz und stark gerundet. Der Schwanz ist kurz und breit. Es besteht kein auffälliger Geschlechtsdimorphismus. Die Weibchen sind lediglich etwas kleiner als die Männchen.
Das Gefieder der Spaltschwingentaube ist überwiegend leuchtend grün und gelb. Lediglich die Kehle und die dichte Befiederung der Beine sind rein weiß. Kopf, Hals und Brust sind leuchtend grün. Das Brustgefieder ist vom Bauchgefieder durch je ein schmales weißes und ein schmales schwarzes Band getrennt. Der Bauch und die Unterschwanzdecken sind leuchtend gelb. Der Schnabel ist dunkelgrünlich. Die Iris ist rot.

## Verhalten
Die Spaltschwingentaube ist eine waldbewohnende Art, die sich überwiegend von Früchten und Beeren ernährt. Ihr Leben in freier Wildbahn ist nur wenig erforscht. Bekannt ist lediglich, dass sie ihr Nest in Bäumen oder Sträuchern errichtet. Das Gelege besteht aus zwei Eiern.

## Belege